# Unió mecànica

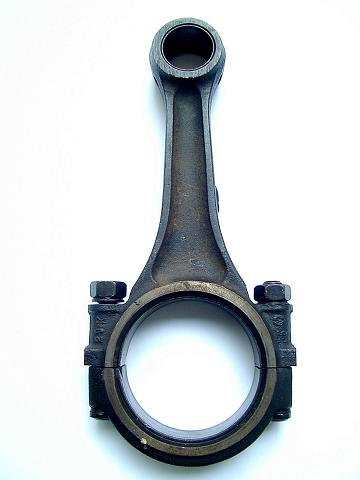
Biela d'un motor de Volkswagen.

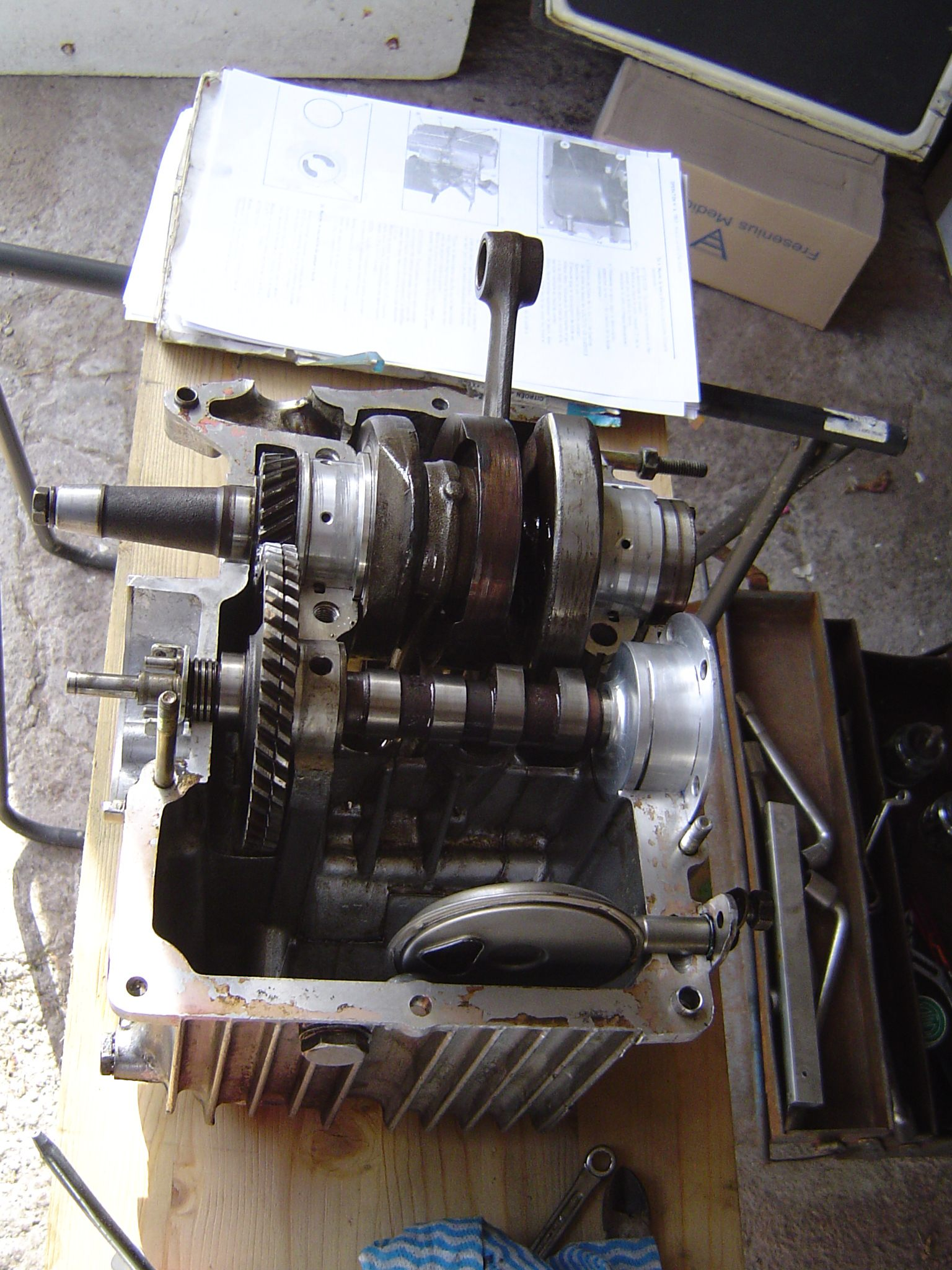
Cigonyal de motor Citroën dos cilindres «boxer». El muntatge del conjunt es basa en la interferència forçada.

Una unió mecànica és la disposició formada per tres o més elements: dues peces físiques i un element d’unió. El sistema d’unió mecànica permet formar un conjunt de diverses peces mitjançant les parts individuals i els elements d’unió corresponents. Hi ha conjunts fixos i conjunts desmuntables.
La major part d’estris habituals (eines, mobles, armes, roba, calçat, vehicles, ...) estan formats per conjunts de peces. L’estudi de les unions mecàniques és fonamental per tal d’assegurar un bon funcionament dels conjunts esmentats.

## Tipus d’unions

### Parells cinemàtics
En enginyeria mecànica, un  parell cinemàtic  és una unió entre dos membres d'un mecanisme. Un exemple són dues barres unides per un pern (unió anomenada articulació, fig. 2) que permet que les peces girin al voltant del pern.
Els parells cinemàtics es classifiquen en diferents tipus segons el moviment que permeten, i són un element cabdal en la construcció d'un mecanisme, ja que defineixen el tipus de moviment que hi haurà entre les peces unides.

### Materials metàl·lics
- Unió reblada[6]
- Unió cargolada[7]
- Unió per passadors
- Unions plegades, Unió per plegament de xapa
- Unions per soldadura[8]
  - soldadura tova
  - soldadura forta
  - soldadura per punts

### Fustes
Les unions entre peces de fusta (natural o transformada), entre materials semblants a efectes d’unió (per exemple, planxes d’escuma plàstica) i materials combinats poden ser diverses. Si les peces a unir inclouen (a més de les fustes) metalls, materials ceràmics o polímers les unions poden ser més elaborades.

#### Encaixos
Un detall de les unions de dues peces de fusta és el dels encaixos. Un encaix determina la forma dels extrems de les dues peces de fusta a unir.
Hi ha encaixos tradicionals. Alguns dels quals es llisten a continuació:
- encaix de Cua d'oreneta
- acoblament amb cap ocult oblic
- acoblament amb galeta[9]
- clavilla (fusteria)[10][11]
- encadellat
- encolat per testa; per exemple en els violins tradicionals[12][13]
- encolat amb xamfrà; per exemple de dues peces de contraplacat[14]

#### Elements d’unió
- claus
  - coure[15]
  - bronze, llautó, alumini i altres[16]
  - ferro[17]
- cargols
  - tirafons
  - cargols passants
  - perns roscats
- grapes[18]
- inserts roscats
- coles i adhesius diversos
- peça femella i peça mascle amb interferència (muntatge forçat)

#### Eines amb mànec de fusta
Sovint el mànec va encaixat i forçat. A vegades amb un fiador de tipus falca o similar.
- martells
- destrals
- falç
- dalla
- enformador
- ribot
- aixes

#### Altres
- botes (dogues i cèrcols metàl·lics)

### Materials flexibles
- Unions cosides

### Unions de forma

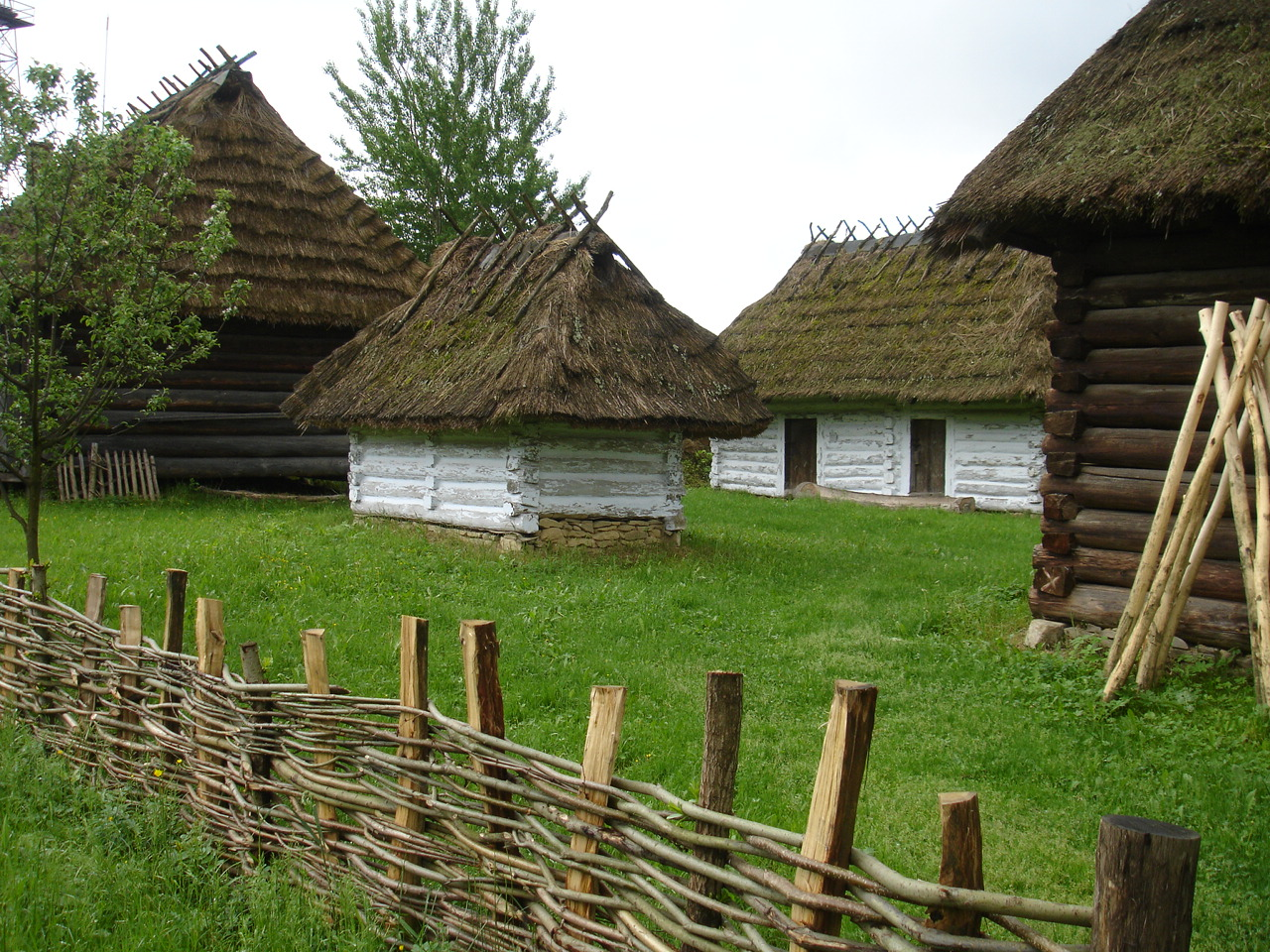
Tanca de fusta.

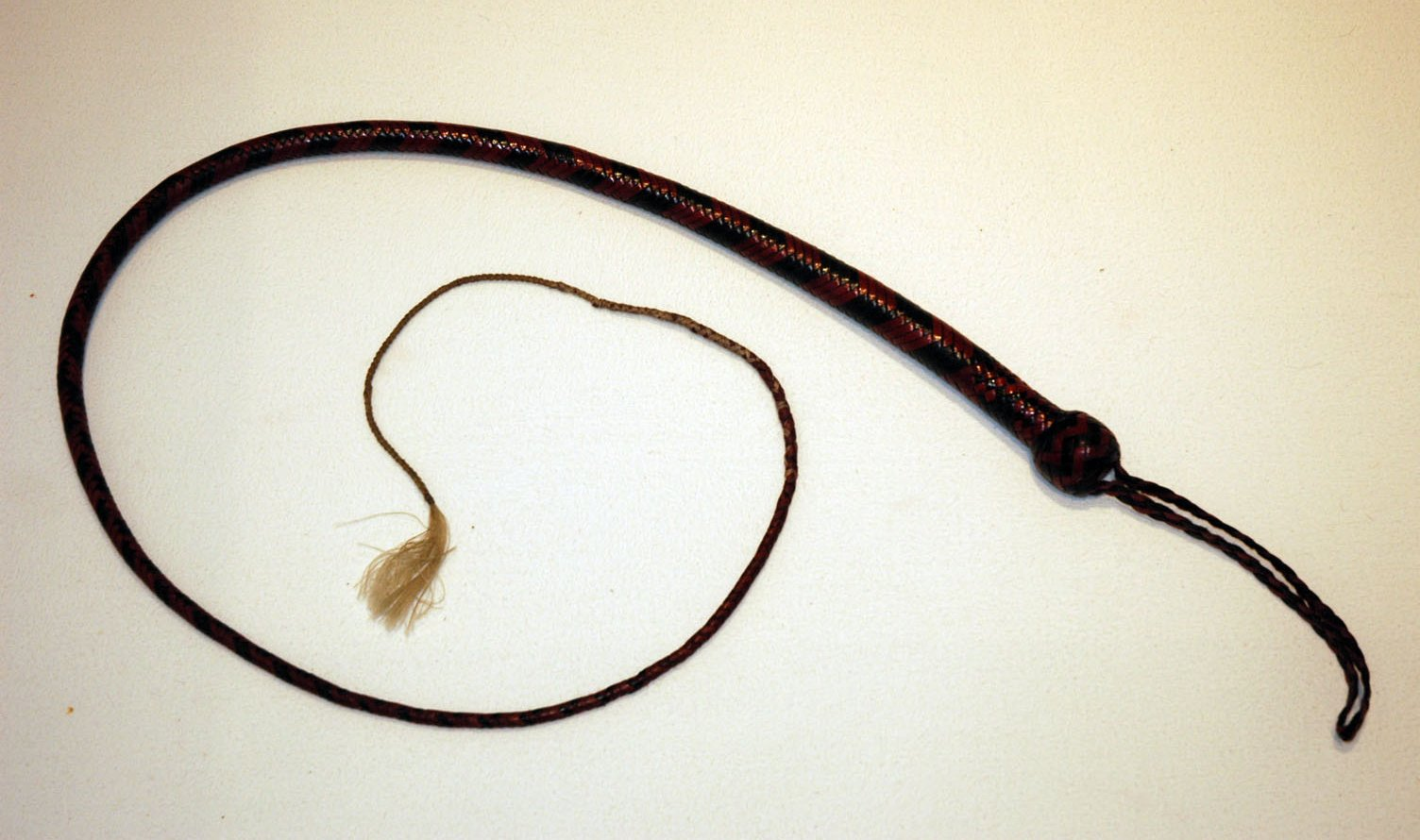
Xurriac trenat

Alguns materials es fabriquen a partir d'una matèria primera aprofitant unions de forma. Són unions sense elements d'unió.
- Cistelleria
- Canyissos
- Teixit
- Feltre
- Gèneres de punt
- Cordes
  - Cordes pròpiament dites
  - Nusos
- Cuir trenat
  - Per exemple: en un xurriac de cuir trenat,[19] totes les unions són de forma (sense fil de cosir ni adhesius de cap mena)
- Xarxes
- Teles metàl·liques

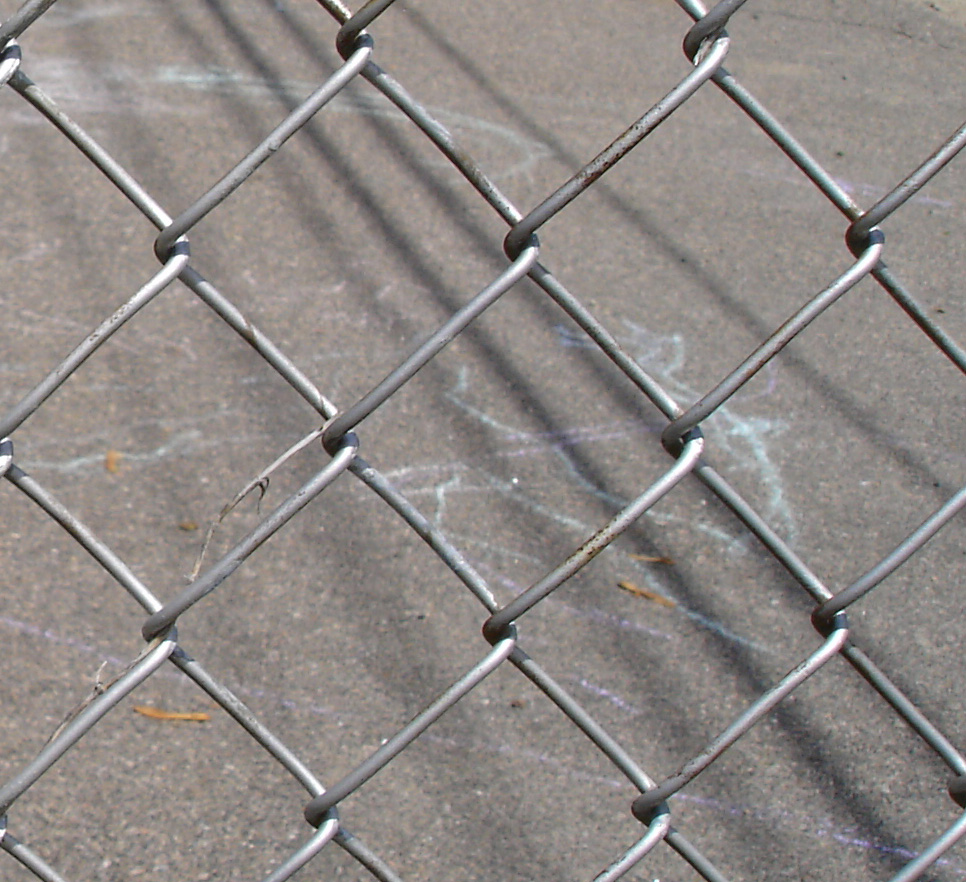
Tela metàl·lica
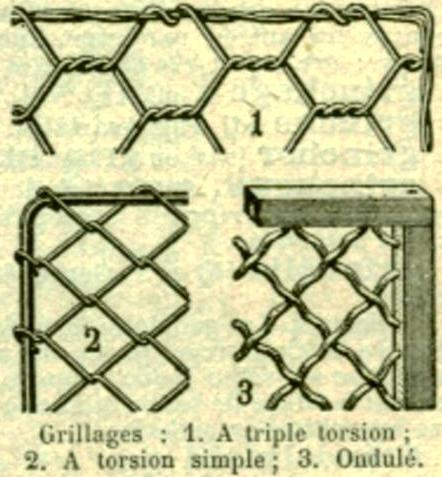
Els diferents tipus de teixit: 1 triple doblec, 2 doblec simple, 3 corrugat (Claude Augé:Larousse universel, 1922)
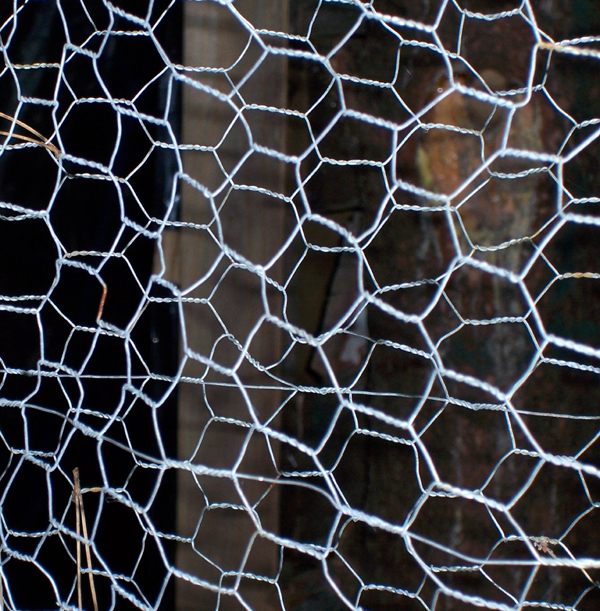
Gàbies de "tela metàl·lica hexagonal per a aus de corral

## Exemples històrics

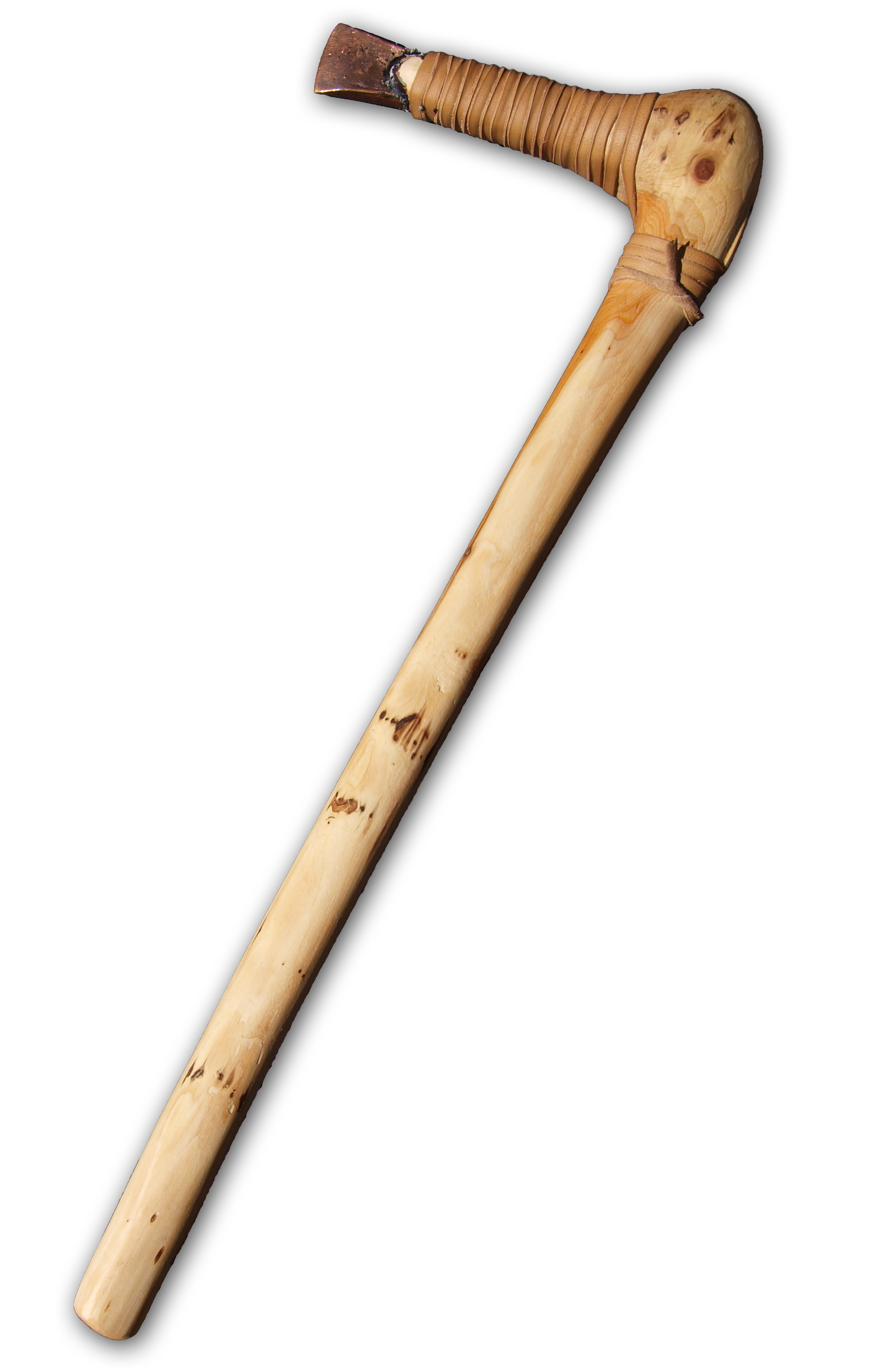
Reconstrucció de la destral d'Ötzi amb la punta de coure polida

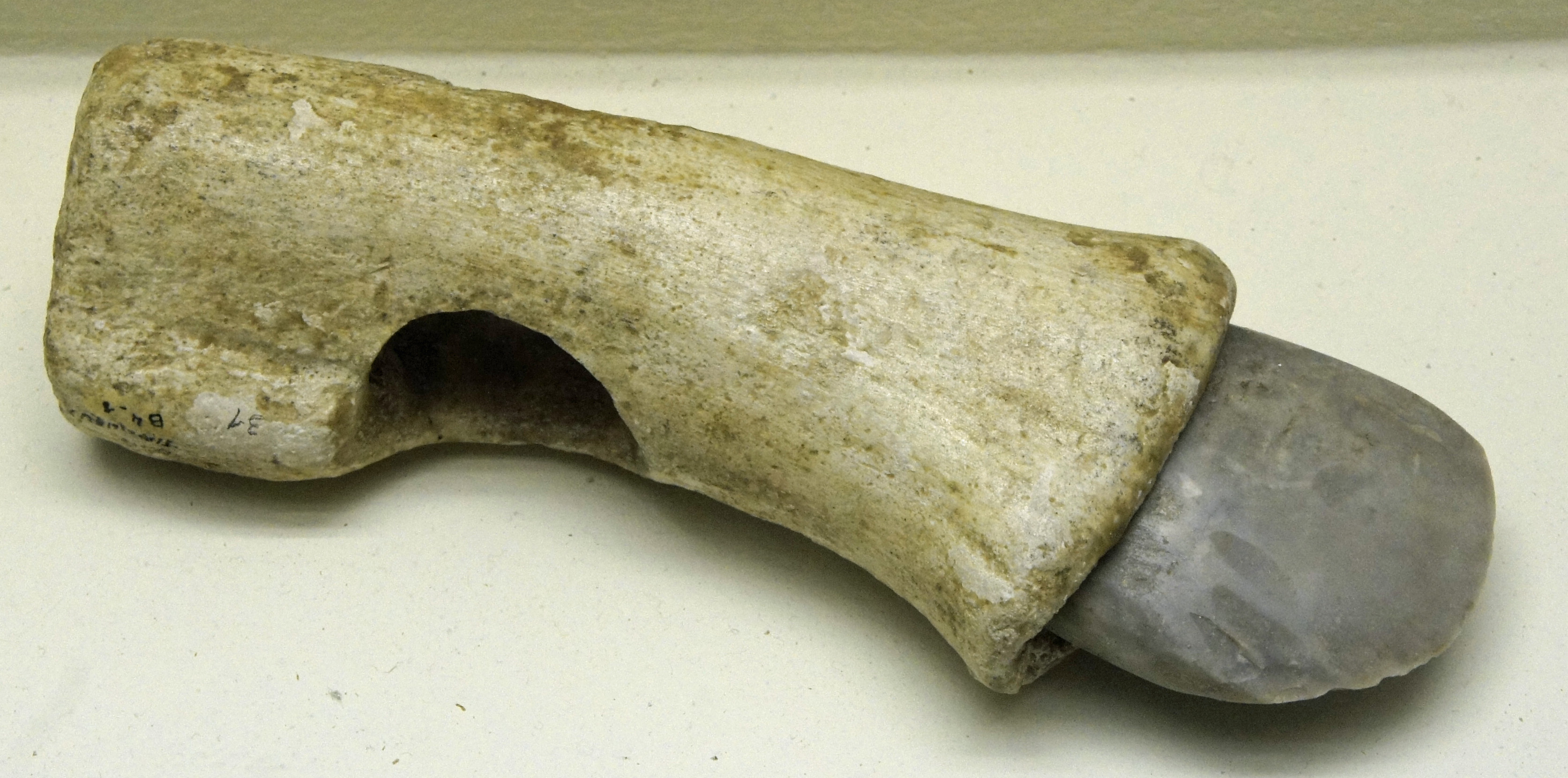
Destral de sílex en un suport de banya de cérvol.

### Neolític
La substitució dels útils de pedra tallada pels de pedra polida no és la novetat més important, si bé és la que dona nom al període. La diversificació de tasques que calia realitzar (tales d'arbres, sembra de llavors, sega de cereals, molta del gra...) explica que els primers agricultors haguessin de crear nous estris específics per a cada funció. La majoria d'estris eren de sílex amb un mànec de fusta, altres eren d'os i banya d'animal. Feien ceràmica per emmagatzemar aliments, tela per a la roba amb llana i lli, instruments de música...
Alguns instruments importants del període foren les destrals. En la versió més elaborada, una destral constava de tres peces: la part esmolada de pedra polida (de sílex, jade o altres), un suport de banya (sovint de cérvol) i un mànec de fusta.
En aquestes destrals l’element d’unió podria considerar-se el suport de banya. De fet, la unió destral-banya és una unió de forma i la unió mànec-banya una unió de forma amb el mànec forçat contra la banya.

### Edat del bronze

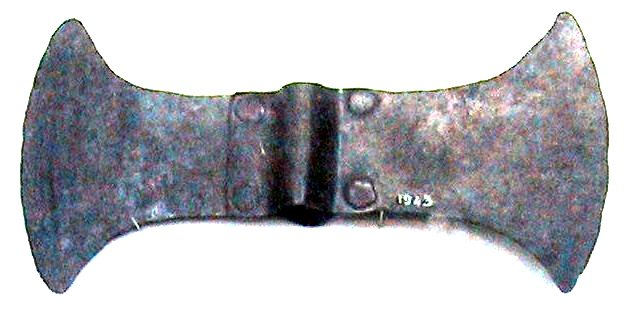
Destral de bronze de les tombes de Messara. De dues peces reblades.

### Fenicis i cartaginesos

Principi d'acoblament (per testa) dels taulons dels antics vaixells grecs amb doble caixa i metxa postissa

L'acoblament de caixa i metxa s'emprava per unir els taulons dels antics vaixells grecs amb doble caixa i metxa postissa. Aquest conjunt es fixava amb una  clavilla de fusta per cada banda.
El sistema de construcció dels grans vaixells de l'antiguitat (l'encadellat amb fiador de les planxes del folre) fou d'origen fenici. Els romans l'anomenaven "encadellat fenici" ("coagmenta punicana", en llatí plural).

### Antic Egipte
Les imatges mostren tres conjunts materials que representen tres unions mecàniques i els elements d’unió corresponents.
El primer exemple, una barca solar, recorda les unions cosides de les peces de fusta que formen el buc de l’embarcació. En aquest cas concret les unions anaven reforçades amb encaixos de caixa i metxa.
El segon exemple és el de les rodes d’un carro de guerra. El botó d’una roda estava format per la unió dels sis «vèrtexs» de sis peces de fusta – cadascuna doblegada en angle- de manera que cada radi estava format per la unió de dos braços de peces angulars contigües.
El tercer exemple es basa en la màscara funerària de Tutankamon i permet recordar una mena de soldadura tova per a metalls.

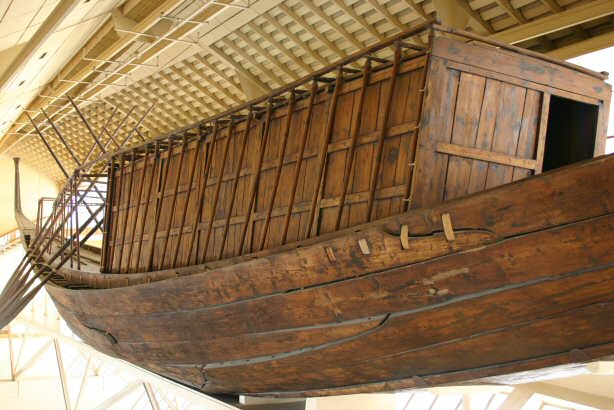
Barca solar de Quèops
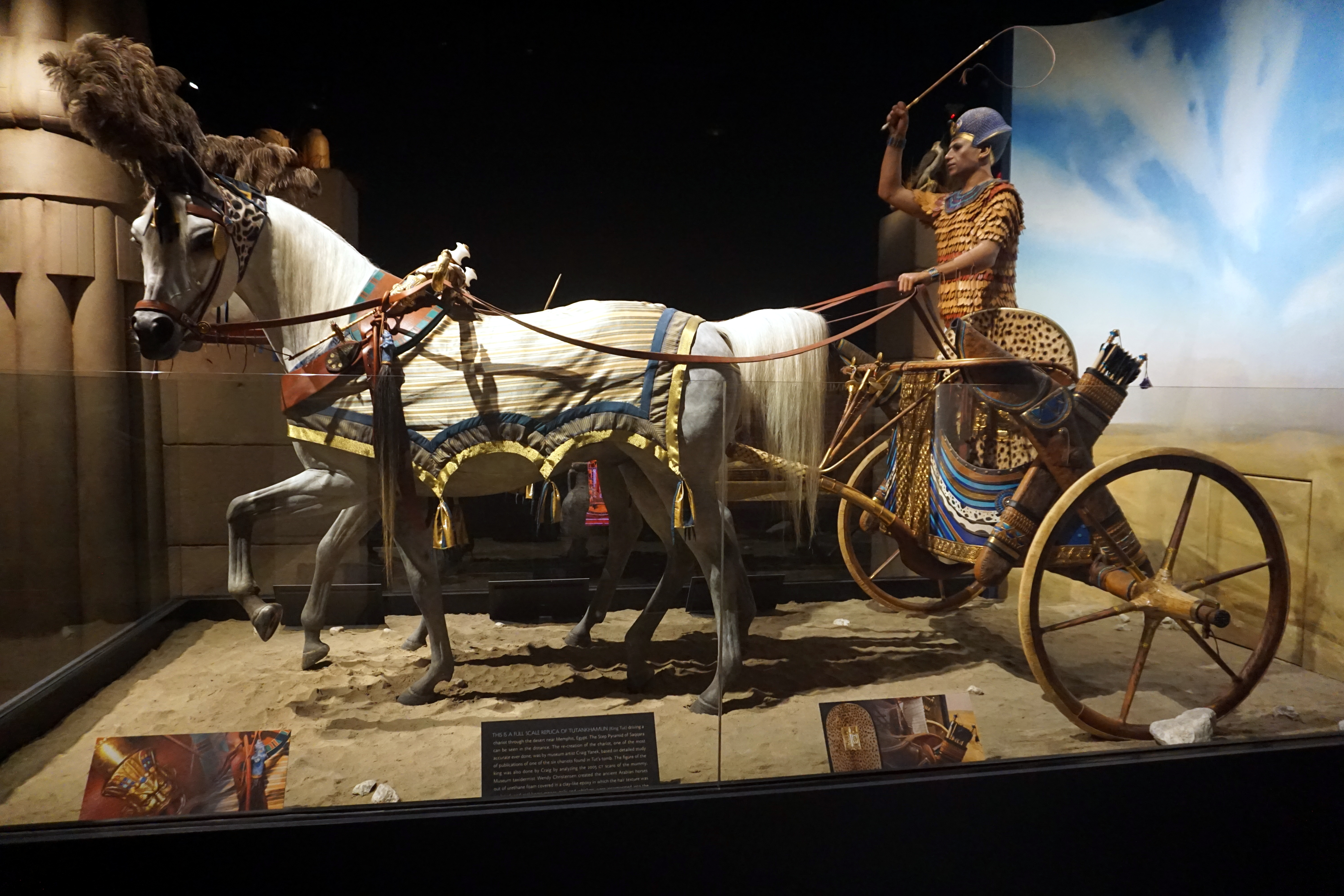
Còpia d’un carro de guerra.
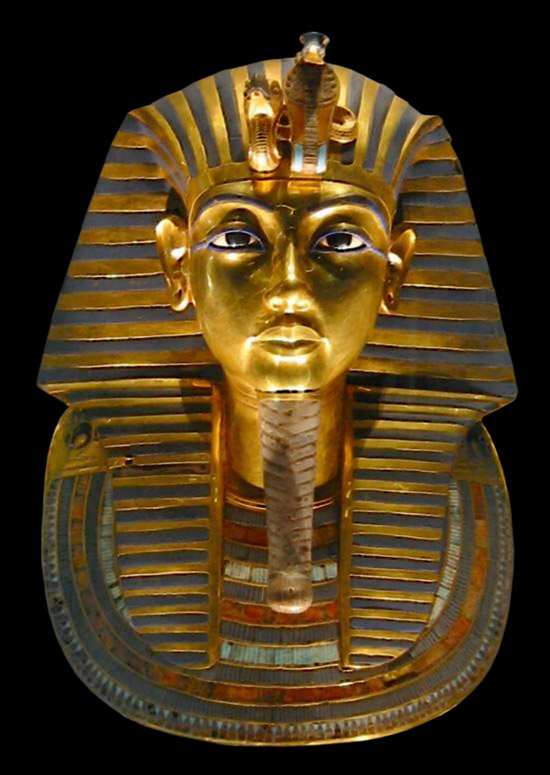
Màscara de Tutankamon.
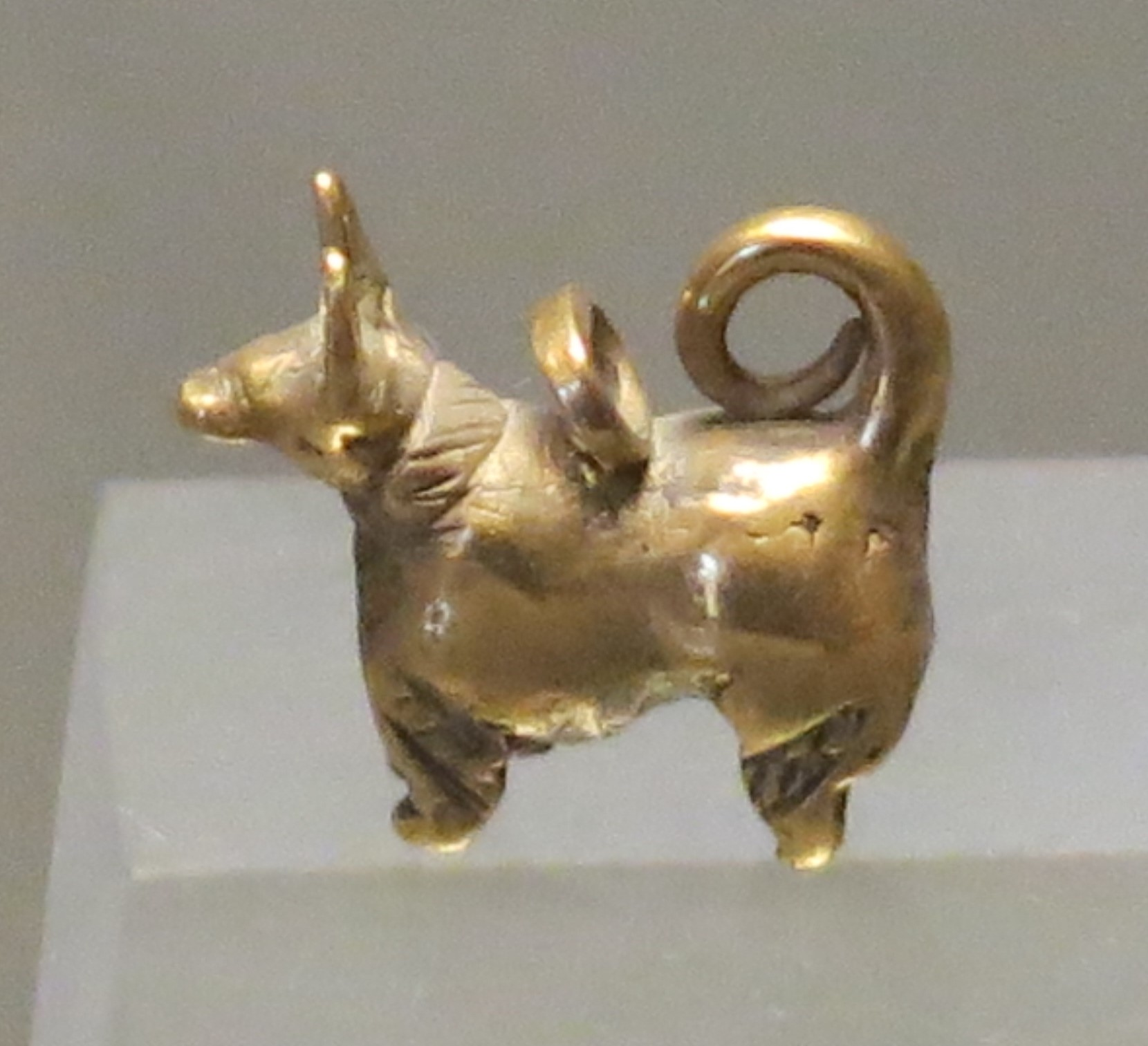
Petit chien à bélière amb anella soldada.

### Antiga Grècia
La cultura clàssica grega ofereix molts exemples de conjunts formats per peces unides mecànicament entre si. De forma aleatòria es presenten els conjunts següents: una llança dels hoplites, un escut dels hoplites, un sistema mecànic per a les curses de carros, el mecanisme d'Anticitera i les màquines de guerra en general.

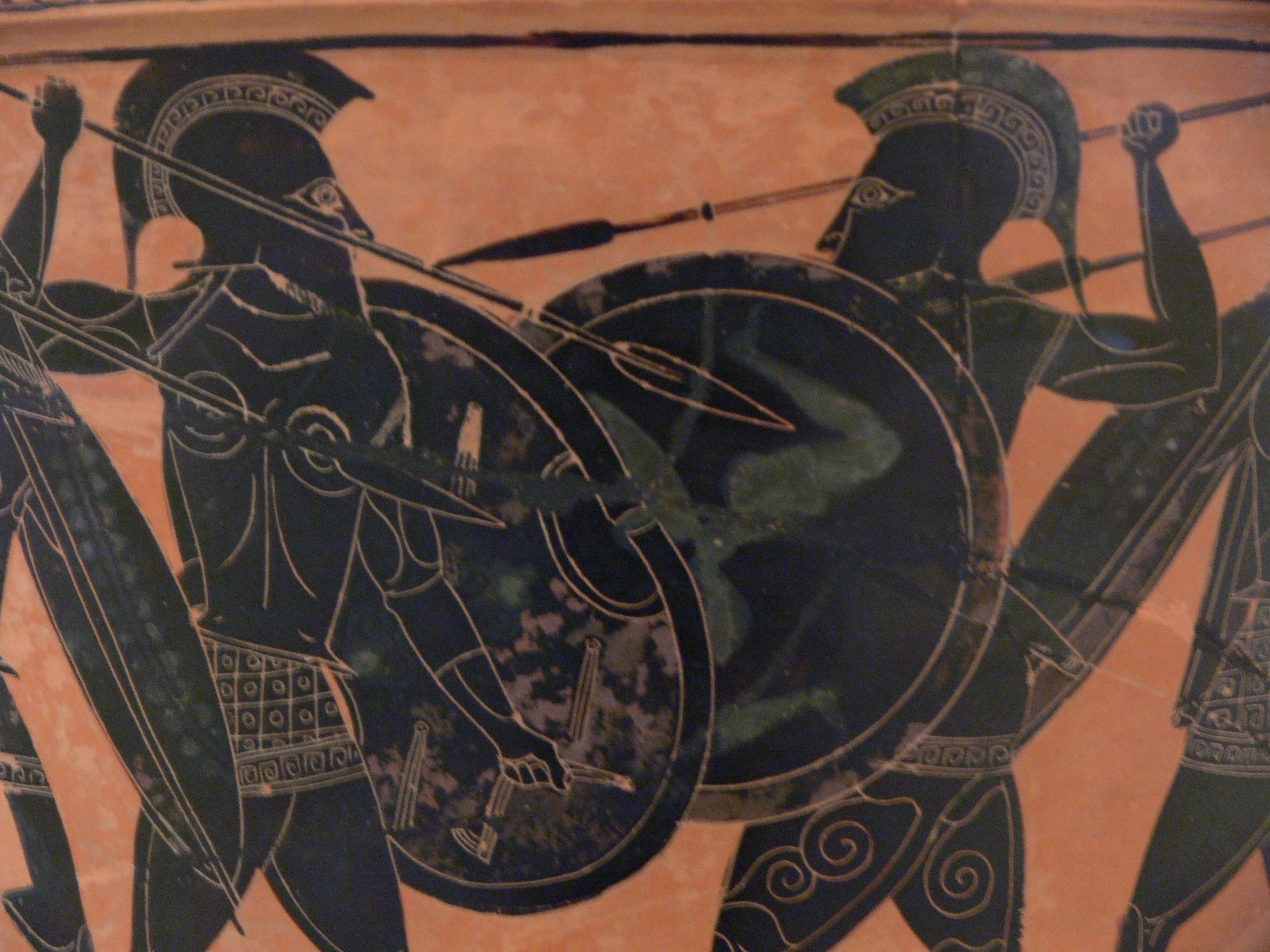
Figura 1. Dos hoplites lluitant amb les seves llances.
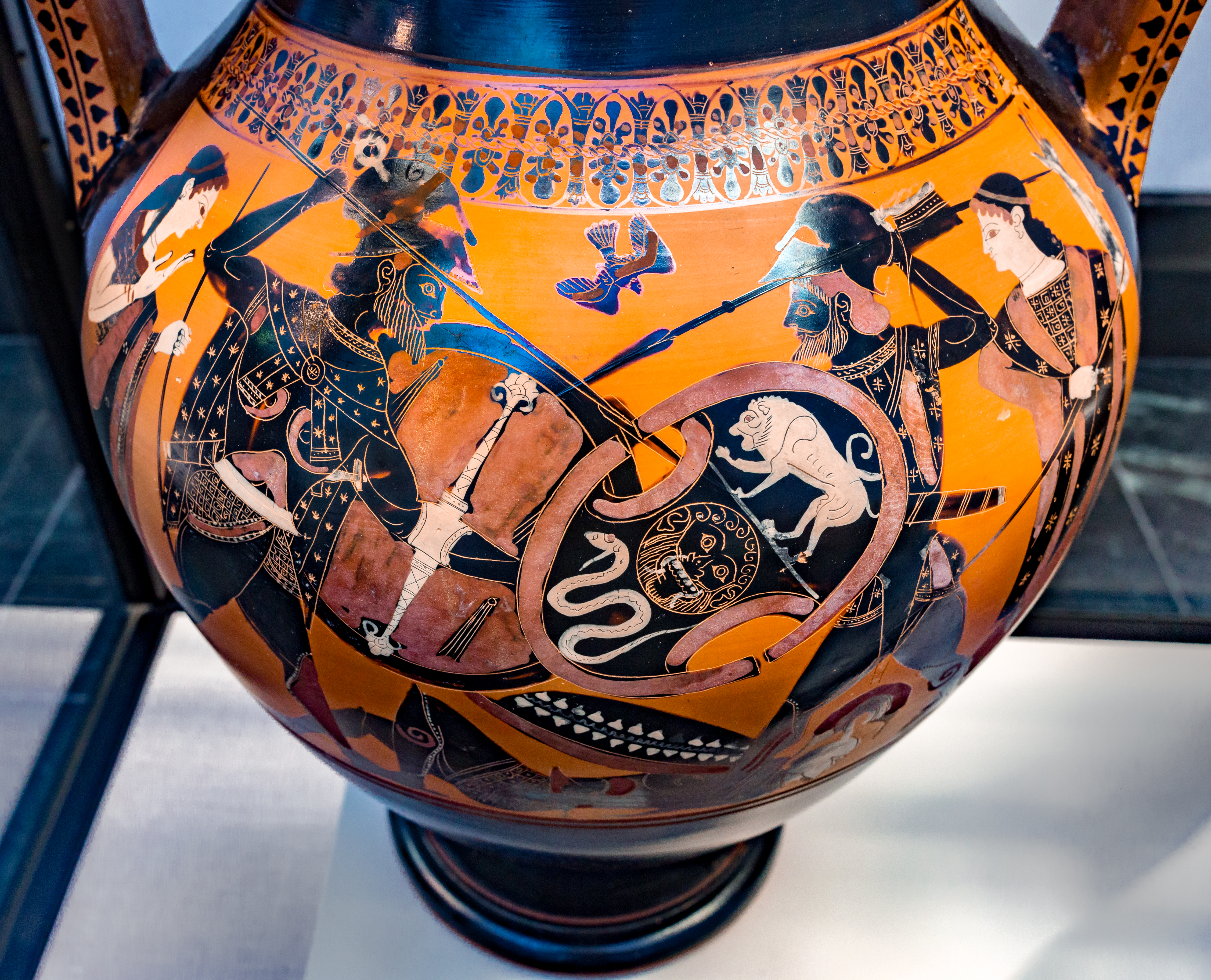
Figura 2. Combat entre dos hoplites mostrant el sistema de penjar i agafar l'escut.
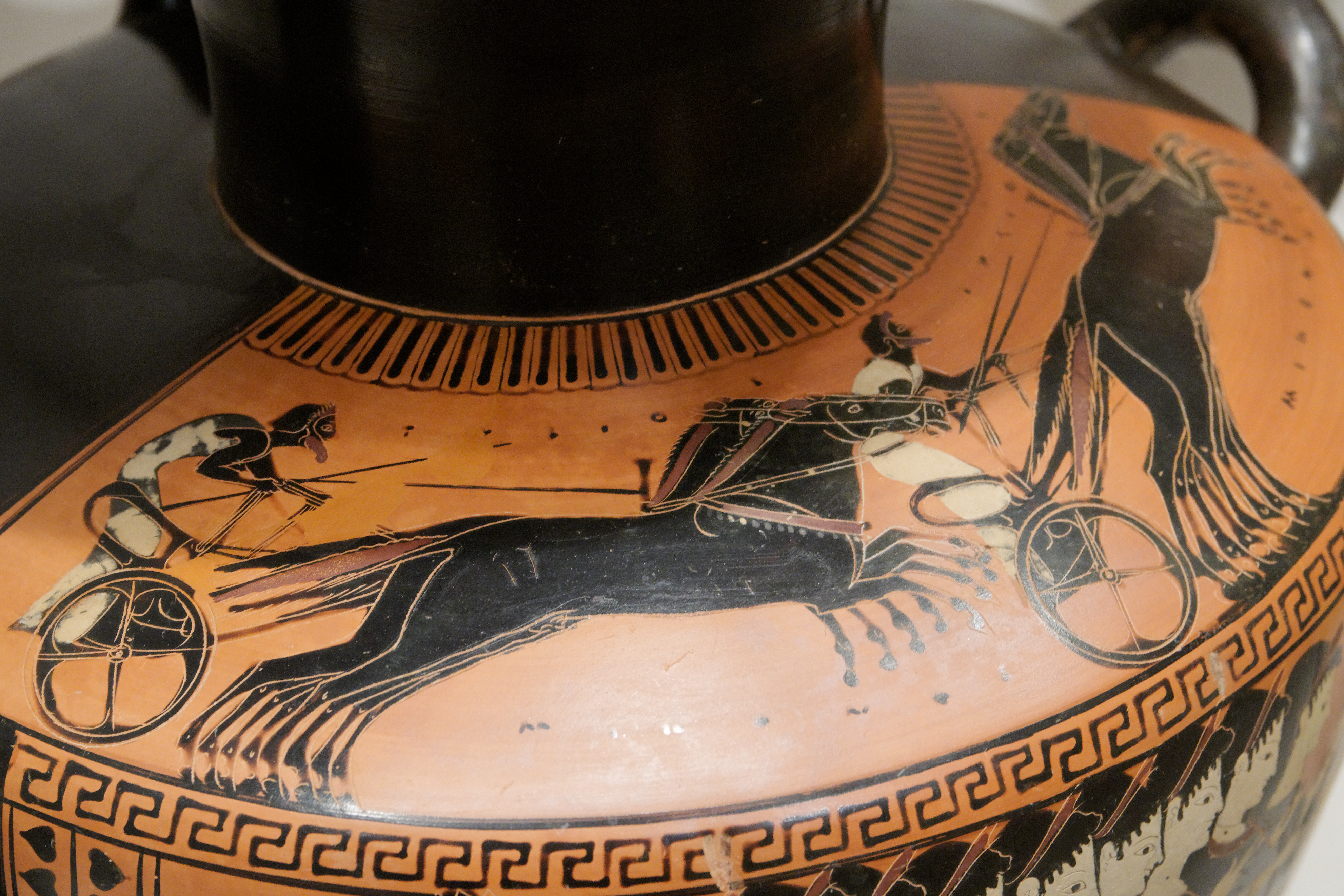
Figura 3. Curses de carros
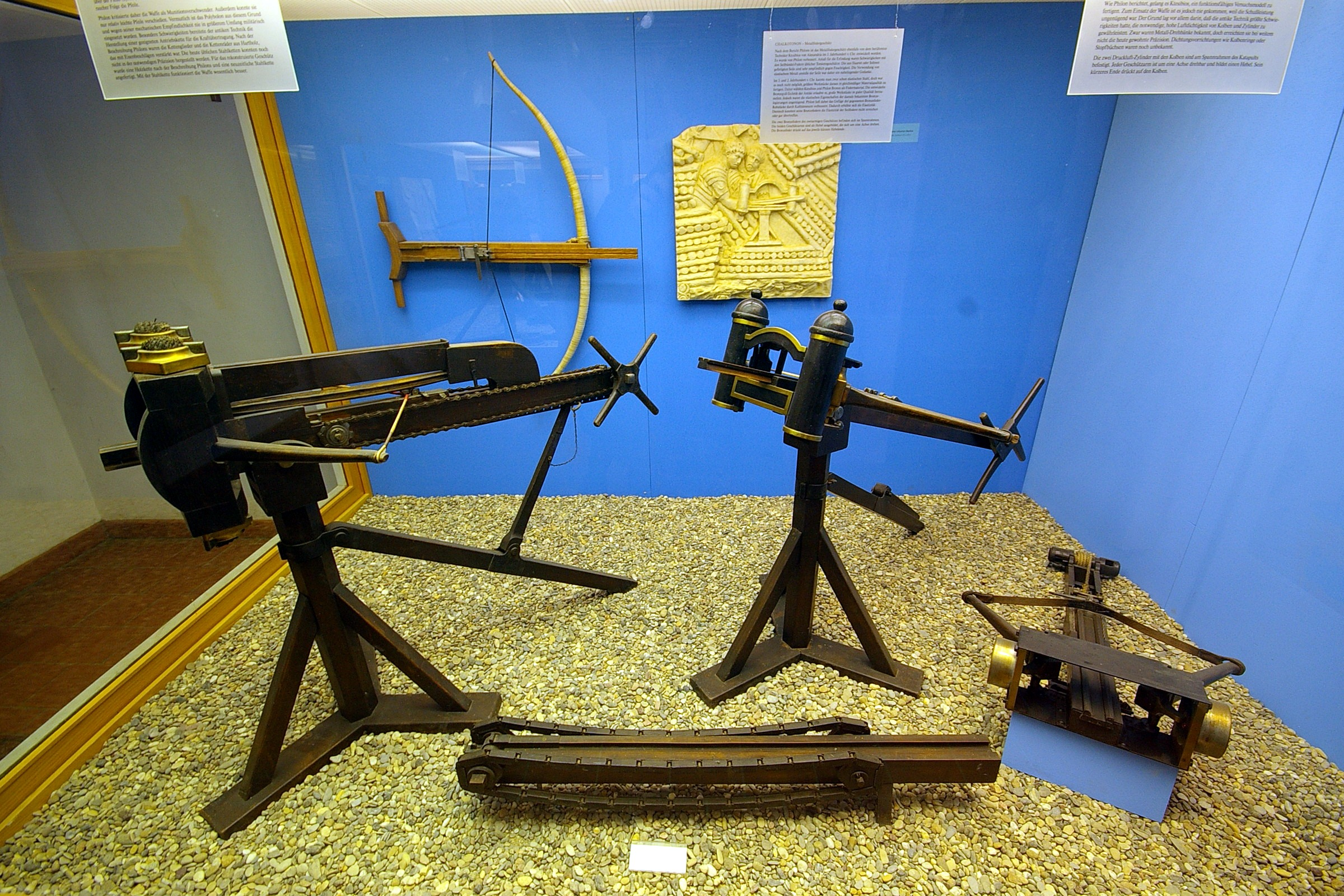
Figura 4. Reproduccions d'antigues màquines de guerra gregues o romanes

En la figura 1 es pot observar una llança grega formada per tres peces: la punta (de bronze o d'acer), l'asta (de freixe o una fusta semblant) i l'aristol (de bronze o acer). Aquest conjunt suposa dues unions.

### Vikings
Els vaixells dels vikings, els drakkars, tenien (gairebé tots) els bucs tinglats.
El sistema de llates juxtaposades era el més popular en les costes de la Mediterrànea. Barques, bous, gussis i vaixells de gran port tenien bucs segons aquesta disposició. El mètode de llates tinglades (en el qual cada llata s'encavalca sobre la llata inferior) era típica de les costes atlàntiques. Un exemple serien els vaixells dels Vikings, els drakkars. El mètode de cosir les llates se seguia en diverses parts del món, amb exemples en els països nòrdics i en les costes de l'Índic.
La unió de dues llates en un drakkar s'assegurava mitjançant reblons de ferro (o claus amb cabota a l'exterior i punta doblegada a l'interior). L'estanquitat es procurava amb molsa o llana impregnades de resina o pega.

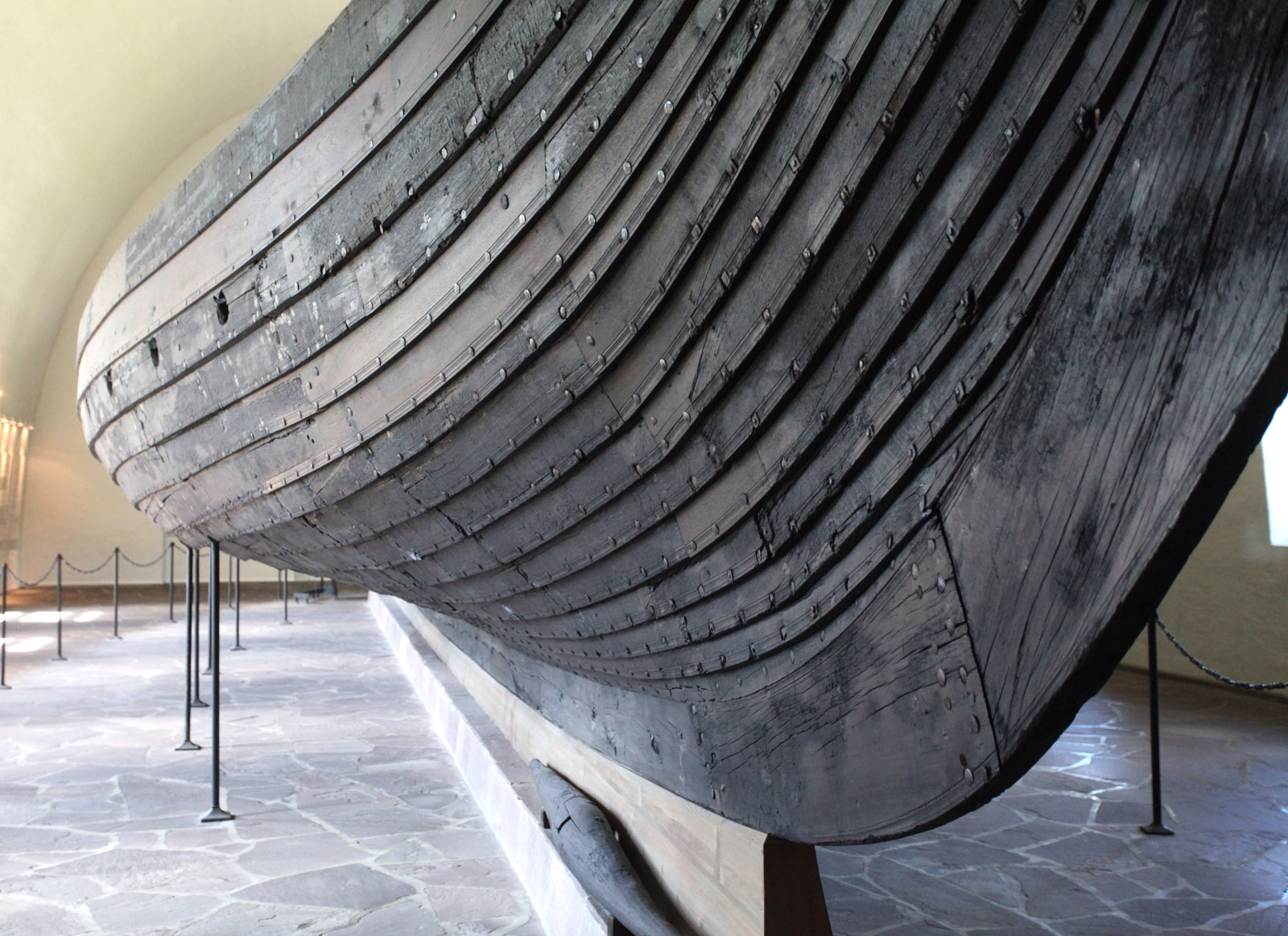
Proa d'un drakar

### Edat mitjana
A més de les eines i armes antigues (incloënt l'artilleria) hi ha dues menes de conjunts susceptibles de ser recordats: els rellotges mecànics i les ballestes.
`

### Renaixement
Deixant de banda altres progressos tècnics d’aquesta època, el descobriment i difusió de noves màquines i mecanismes va exigir l’ús de diferents sistemes d’unió.

#### Taccola

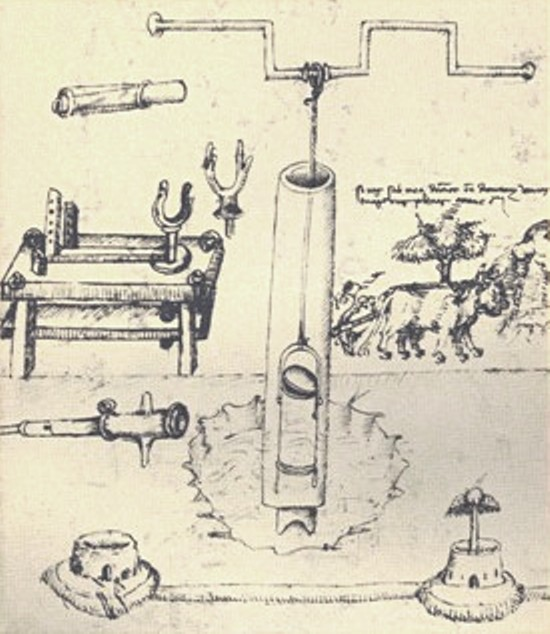
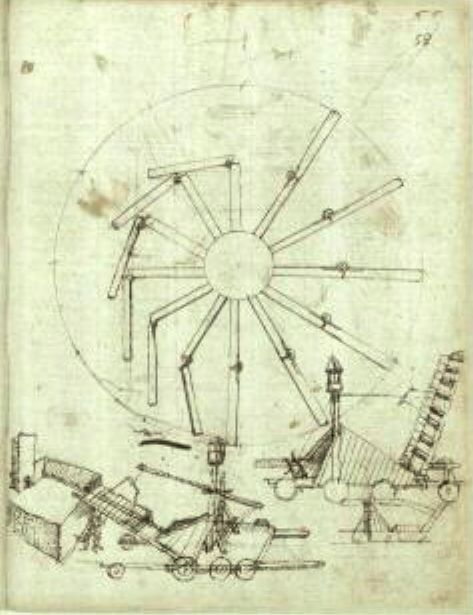

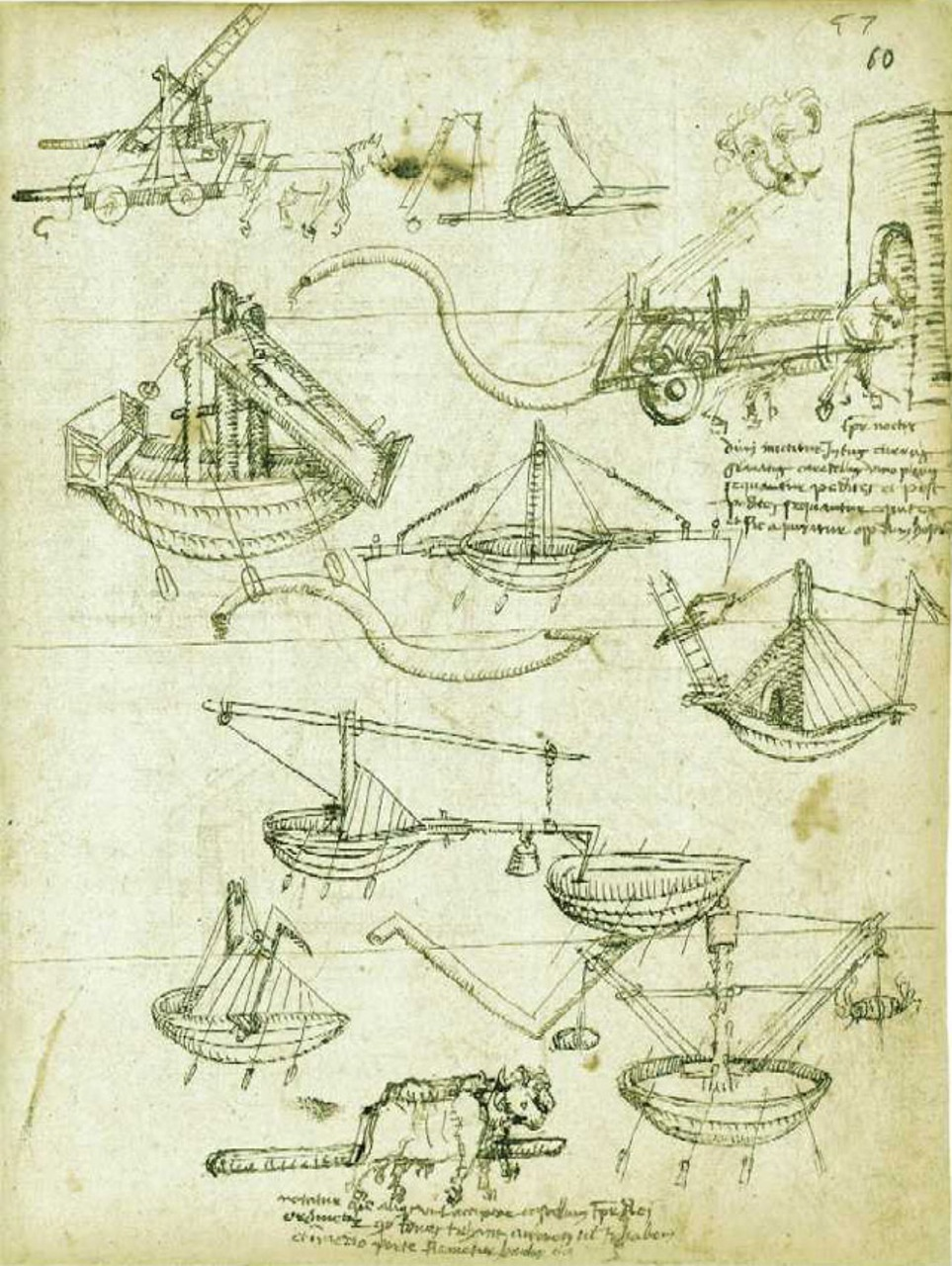
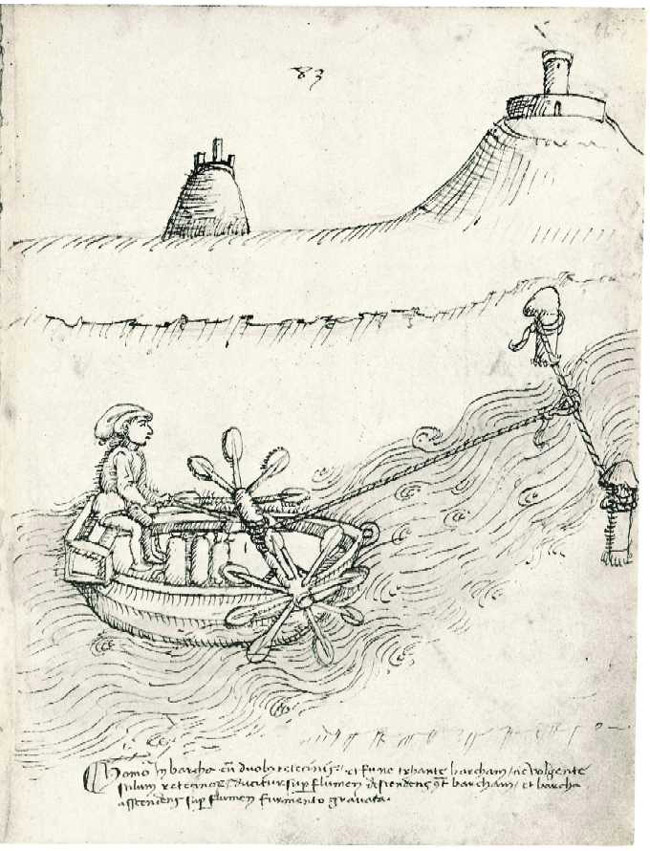

### Revolució Industrial– segle vint
A partir de la revolució industrial hi va haver una explosió en la fabricació de tota mena de màquines. Entre altres: els telers, les locomotores de vapor i les màquines eina. Sense menystenir altres casos. En qualsevol dels conjunts esmentats hi ha una munió de peces i unions mecàniques.

## Patents
Les unions i els elements d’unió, aproximadament des del segle quinze, han estat objecte de patents i accions similars. Vegeu una mostra aleatòria i reduïda, ordenada cronològicament, a continuació. Les patents indicades poden incloure les eines de muntatge per a muntar o estrenyer els elements d'unió.
- 1891. L'empresa sueca Bahco atribueix un disseny millorat (d'una clau anglesa amb mordasses ajustables), el 1891 o el 1892, a l'inventor suec Johan Petter Johansson qui el 1892 va rebre una patent.[31][32]
- 1909. Cargols Allen.[33]
- 1944. Reblons cecs.[34]
- 1981. Cargols Pozidriv.[33]